# Arsène Houssaye
Arsène Houssaye rozený François Arsène Housset (28. března 1815 Bruyères-et-Montbérault, Aisne – 26. února 1896 Paříž) byl francouzský spisovatel, básník a dramatik.

## Životopis
Arsène Houssaye se narodil v departementu Aisne, poblíž Laonu.
R. 1832 odešel ze svého domova, aby vedl bohémský život v Paříži. V roce 1836 vydal dva romány La Couronne de bluets a La Pécheresse. V Paříži měl mnoho přátel, mezi ně patřili Jules Janin, Gérard de Nerval a Théophile Gautier. S nimi spolupracoval v časopisu L'Artiste, kde se r. 1843 stal ředitelem, tam přivítal mladé spisovatele Théodora de Banville, Henri Murgera, Charlese Monseleta, Champfleuryho a Charlese Baudelaira.
Produkoval: uměleckou kritiku L'Histoire de la peinture flamande et hollandaise; polohistorické skice Mlle de la Vallière et Mme de Montespan a Galerie de portraits du XVIII siècle; literární kritiku Le Roi Voltaire; slavnou satiru Histoire du quarante et unième fauteuil de l'Académie française, zabývající se významnými představiteli, kteří neuspěli ve volbách do Francouzské akademie; drama Comédiennes; poezii Symphonie de vingt ans, Cent et un sonnets; román Les Filles d'Eve ...
V roce 1849 byl díky vlivu herečky Élísy Rachel pověřen správou Theâtre Français, kde uvedl mj. hry Victora Huga, Alexandra Dumase, Alfreda de Musseta. R. 1857 byl jmenován zemským muzejním inspektorem.
Houssaye se stal v roce 1866 ředitelem Revue du xix e siècle. Po roce 1870 založil La Gazette de Paris a poté La Revue de Paris et de Saint-Petersburg. V roce 1884 byl prezidentem Société des gens de lettres.

### Rodina
Arsène Houssaye se oženil 5. dubna 1842 v Paříži s Anne Stéphanie Bourgeois (1821–1854) dcerou Jeana-Baptisty Bourgeoise a malířky Edmée Brucy. Pár měl dceru Edmée (1843–1846) a syna Georgese Henryho (1848–1911) známého historika a člena Francouzské akademie.
Jako vdovec se podruhé oženil 19. června 1862 v Paříži s Peruánkou Marií Jeanne Nathalie Belloc (1838–1864), za svědky mu byli malíř Eugène Delacroix a spisovatel Théophile Gautier, a v němž se narodil syn Albert (1864–1888).

## Dílo
| De profundis, sous le pseudonyme d'Alfred Mousse (1834) | Les Légendes de la jeunesse (1866) |
| La Couronne de bluets, roman (1836) | Notre-Dame de Thermidor: histoire de Madame Tallien (1866) |
| Une pécheresse (1837) | Le Palais pompéien de l'avenue Montaigne: études sur la maison gréco-romaine, ancienne résidence du prince Napoléon (1866)                                                                        |
| Le Serpent sous l'herbe (1838) | Les Femmes du diable (1867) |
| La Belle au bois dormant (1839) | Merveilles de l'art flamand (1867) |
| Fanny (1840) | La Pantoufle de Cendrillon, ou Suzanne aux coquelicots, conte (1867) |
| Les Onze Maîtresses délaissées (1841) | Histoire de Léonard de Vinci (1869) |
| Les Sentiers perdus, poésies (1841) | Les Courtisanes du grand monde, 3e et dernière série des "Grandes Dames" (1870) |
| Le xviiie siècle: poètes, peintres, musiciens (1843) | Le Chien perdu et la femme fusillée (1872) |
| L'Arbre de science: roman posthume de Voltaire, imprimé sur un manuscrit de Madame Duchâtelet, pastiche attribué à Arsène Houssaye (1843)                                                                                         | La Question des jeux: opinions des moralistes, des journaux et des hommes politiques (1872) |
| Le Café de la Régence (1843) | Lucie, histoire d'une fille perdue (1873) |
| Elisabeth, paru dans la Bibliothèque des feuilletons (1843–1845) | Tragique aventure de bal masqué (1873) |
| La fontaine aux loups, paru adns la Bibliothèque des feuilletons (1843–1845) | Les Cent et un sonnets (1874) |
| Mlle de Marivaux, paru dans la Bibliothèque des feuilletons (1843–1845) | Louis XV (1874) |
| Un roman sur les bords du Lignon (1843) | Les Mains pleines de roses, pleines d'or et pleines de sang (1874) |
| Madame de Favières (1844) | Le Roman des femmes qui ont aimé (1874) |
| Mlle de Camargo (1844) | Van Ostade, sa vie et son œuvre (1874) |
| Revue du salon de 1844 (1844) | Louis XVI chez E. Dentu, Libraire-Éditeur, Paris, 10e édition, (1875) |
| L'Abbé Prévost et Manon Lescaut (1844) | Les Dianes et les Vénus (1875) |
| La Poésie dans les bois (1845) | Jacques Callot: sa vie et son œuvre (1875) |
| Histoire de la peinture flamande et hollandaise (1846) | Les Mille et une nuits parisiennes, 4 vol. (1875) |
| Romans, contes et voyages (1846) | Histoire étrange d'une fille du monde (1876) |
| Les Trois Sœurs (1846, 1858) | Tableaux rustiques. Le Cochon (1876) |
| Un martyr littéraire: touchantes révélations (1847) | La Révolution (1876) |
| Manon Lescaut a-t-elle existé? (1847) | Alice: roman d'hier (1877) |
| Les Aventures galantes de Margot (1850) | Les Amours de ce temps-là (1877) |
| Voyage à Venise (1850) | Les Charmeresses (1878) |
| Voyage à Paris, dans Revue pittoresque, page 60, 1850 | La Comtesse Du Barry (1878) |
| Un drame en 1792, dans Revue pittoresque, page 89, 1850 | Les Larmes de Jeanne, histoire parisienne (1878) |
| La Pantoufle de Cendrillon (1851) | Les Trois Duchesses (1878) |
| Philosophes et comédiennes (1851) | Les Comédiennes de Molière (1879) |
| Voyage à ma fenêtre (1851) | Des Destinées de l'âme (1879) |
| Les Peintres vivants (1852) | L'Éventail brisé (1879) |
| La Vertu de Rosine, roman philosophique (1852) | Histoires romanesques (1879) |
| Sous la Régence et sous la Terreur: talons rouges et bonnets rouges (1853) | La Robe de la mariée (1879) |
| Le Repentir de Marion (1854) | Molière, sa femme et sa fille (1880) |
| Histoire du 41e fauteuil de l'Académie française (1855) | La Comédie-française: 1680–1880 (1880) |
| Les Comédiennes d'autrefois (1855) | Mlle Rosa (1882) |
| Voyages humoristiques: Amsterdam, Paris, Venise (1856) | Les Princesses de la ruine (1882) |
| Galerie flamande et hollandaise (1857) | La Belle Rafaella (1883) |
| Une chambre à coucher (1857) | Les Douze Nouvelles nouvelles (1883) |
| Le Roi Voltaire, sa jeunesse, sa cour, ses ministers, son peuple, ses conquêtes, sa mort, son Dieu, sa dynastie (1858) | La Comédienne (1884) |
| L'Amour comme il est (1858) | La Couronne d'épines (1884) |
| "Galerie du XVIIIe siècle", Paris: Hachette, 6ème édition de 1858, in-12, 5 vol.: Les hommes d'esprit; Princesses de comédie et déesses d'opéra; Poètes et philosophes; Hommes et femmes de cour; Sculpteurs, peintres, musiciens | Les Confessions, souvenirs d'un demi-siècle, 6 vol. (1885–1891) |
| Les Filles d'Ève (1858) | Contes pour les femmes (1885–1886) |
| Mademoiselle Mariani, histoire parisienne (1859) | Les Onze Mille Vierges (1885) |
| Romans parisiens: la Vertu de Rosine; le Repentir de Marion; le Valet de cœur et la dame de carreau; Mademoiselle de Beaupréau; le Treizième convive (1859)                                                                       | Les Comédiens sans le savoir (1886) |
| Le Royaume des roses (1861) | Le Livre de minuit (1887) |
| Les Parisiennes 2e série des Grandes dames (1862) | Madame Lucrèce (1887) |
| Les Charmettes, Jean-Jacques Rousseau et madame de Warens (1863) | Madame Trois-Étoiles (1888) |
| Les Femmes du temps passé (1863) | Rodolphe et Cynthia, roman parisien (1888) |
| Les Hommes divins (1864) | La Confession de Caroline (1890) |
| Blanche et Marguerite (1864) | Les Femmes démasquées (1890–1895) |
| Les Dieux et les demi-dieux de la peinture (1864) | Julia (1891) |
| Madame de Montespan, études historiques sur la cour de Louis XIV (1864) | Blanche et Marguerite (1892) |
| Mademoiselle Cléopâtre, histoire parisienne (1864) | Les Femmes comme elles sont (1892) |
| Le Repentir de Marion et les Peines de cœur de Madame de La Popelinière (1865) | Les Larmes de Mathilde (1894) |
| Le Roman de la duchesse, histoire parisienne (1865) | Un hôtel célèbre sous le second empire. L'hôtel Païva, ses merveilles, précédé de l'ancien hôtel de la marquise de Païva (1896), Paris, Éditions Ernest Flammarion, 1896, VII-322 p. (Wikisource) |
| Les Pigeons de Venise (1865) | |

### Společně a Julesem Sandeauem
- Les Revenants (1840)
- Mademoiselle de Kérouare (1843)
- Madame de Vandeuil (1843)
- Marie (1843)
- Milla (1843)

### Divadlo
- Les Caprices de la marquise, comédie en 1 acte, Paris, Odéon, 12 mai 1844
- La Comédie à la fenêtre, écrite le matin pour être jouée le soir, Paris, Hôtel Castellane, 22 mars 1852
- Juliette et Roméo, comédie en 1 acte en prose, Paris, Ambigu-comique, 1873
- Mademoiselle Trente-Six Vertus, drame en 5 actes et 7 tableaux, Paris, Ambigu-comique, 2 mai 1873

### V češtině
- U vlčí studánky – úvod František Sekanina; přeložil Jaroslav Pšenička; in: 1000 nejkrásnějších novel... č. 45. Praha: Josef Richard Vilímek, 1913
- Opuštěné milenky – př. L. Holdanová. Praha-Vršovice: Jan Toužímský, 1919